# Área metropolitana de Elkhart-Goshen
El Área Estadística Metropolitana de Elkhart-Goshen, IN MSA, como la denomina la Oficina del Censo de los Estados Unidos, es un Área Estadística Metropolitana centrada en la ciudad de Elkhart, que solo abarca el condado de Elkhart en el estado de Indiana, Estados Unidos. Su población según el censo de 2010 es de 197.559 habitantes, convirtiéndola en la 215.º área metropolitana más poblada de los Estados Unidos.

## Área Estadística Metropolitana Combinada
El área metropolitana de Elkhart es parte del Área Estadística Metropolitana Combinada de South Bend-Elkhart-Mishawaka, IN-MI CSA junto con el Área Estadística Metropolitana de South Bend-Mishawaka, IN-MI MSA; totalizando 516.783 habitantes en un área de 3.723 km².